# Liste von Terroranschlägen bis 1968
Die Liste von Terroranschlägen bis 1968 enthält eine unvollständige Auswahl von Terroranschlägen, die bis einschließlich 1968 verübt wurden. Attentate werden gesondert in der Liste bekannter Attentate behandelt. Die Liste von Sprengstoffanschlägen listet auch nichtterroristische Anschläge. Die Liste von Flugzeugentführungen enthält eine Liste mit meist terroristischem Hintergrund. Im Artikel Rechtsterrorismus werden weitere terroristische Anschläge aufgezählt.
Zur großen Übersicht siehe Liste von Terroranschlägen.

## Erläuterung
In der Spalte Politische Ausrichtung ist die politische bzw. weltanschauliche Einordnung der Täter angegeben: faschistisch, rassistisch, nationalistisch, nationalsozialistisch, sozialistisch, kommunistisch, antiimperialistisch, islamistisch (schiitisch, sunnitisch, deobandisch, salafistisch, wahhabitisch), hinduistisch. Bei vorrangig auf staatliche Unabhängigkeit oder Autonomie zielender Ausrichtung ist autonomistisch vorangestellt, gefolgt von der Region oder der Volksgruppe und ggf. weiteren Merkmalen der Täter: armenisch, irisch (katholisch), kurdisch, tirolisch, tschetschenisch, dagestanisch, punjabisch (sikhistisch), palästinensisch.
Die Opferzahlen der Anschläge werden farbig dargestellt:

## 19. Jahrhundert
| Datum/Beginn       | Betroffenes Land       | Anschlag                                          | Täter                               | Politische Ausrichtung                 | Mittel                                  | Ziel                                                                                     | Tote   | Verletzte | Hintergrund                                                |
| ------------------ | ---------------------- | ------------------------------------------------- | ----------------------------------- | -------------------------------------- | --------------------------------------- | ---------------------------------------------------------------------------------------- | ------ | --------- | ---------------------------------------------------------- |
| 03. September 1812 | USA                    | Pigeon Roost-Massaker                             | Shawnee-Indianer                    |                                        | Skalpieren                              | Dorf, Siedler                                                                            | 24     |           |                                                            |
| 18. November 1813  | USA                    | Anschlag in Hillabee                              | US-Truppen                          |                                        |                                         | Dörfer                                                                                   | 64     | 29        |                                                            |
| 1826               | USA                    | Anschlag in Galveston Bay                         | Weiße Kolonisten                    |                                        | Gewehr(e)                               | Indianer                                                                                 | 40–50  |           |                                                            |
| 1838               | USA                    | Mormonenkrieg in Missouri                         | Anti-Mormonen-Milizionäre           |                                        |                                         | Mormonen                                                                                 | 22     |           |                                                            |
| 28. Februar 1847   | USA                    | Anschläge in Sutter County                        | US-Armee, weiße Siedler             |                                        | Schusswaffe(n)                          | Indianer                                                                                 | 20     |           |                                                            |
| 1865               | USA                    | Anschläge auf Freigelassene und ihre Verbündeten  | Ku-Klux-Klan                        | rassistisch                            |                                         | Freigelassene und ihre Verbündeten                                                       | 3000   | unbekannt |                                                            |
| 13. Dezember 1867  | Vereinigtes Königreich | Bombenanschlag von Clerkenwell                    | IRB                                 | irisch-republikanisch, nationalistisch | Sprengsatz                              | Clerkenwell-Gefängnis                                                                    | 12     | 120       | Nordirlandkonflikt                                         |
| 15. März 1881      | Vereinigtes Königreich | Anschlag in London                                | Fenian Brotherhood                  | irisch-republikanisch                  | Sprengsatz                              | Mansion House                                                                            | 0      | 0         | Sprengsatz entschärft                                      |
| 12. Mai 1882       | Vereinigtes Königreich | Anschlag in London                                |                                     |                                        | Sprengsatz                              | Mansion House                                                                            |        |           |                                                            |
| 15. März 1883      | Vereinigtes Königreich | Anschlag in London                                |                                     |                                        | Sprengsätze                             | New Scotland Yard, Zeitungsbüros                                                         | 0      | 0         |                                                            |
| 30. Oktober 1883   | Vereinigtes Königreich | Anschlag in London                                |                                     |                                        | Sprengsätze                             | 2 U-Bahn-Stationen                                                                       | 0      | 70        | Nordirlandkonflikt                                         |
| 25. Februar 1884   | Vereinigtes Königreich | Anschlag in London                                |                                     |                                        | Sprengsätze                             | Bahnhof London Victoria, Bahnhof Charing Cross, Bahnhof Ludgate Hill, Bahnhof Paddington | 0      | 0         | Alle Sprengsätze bis auf den in Victoria wurden entschärft |
| 30. Mai 1884       | Vereinigtes Königreich | Anschlag in London                                |                                     |                                        | Sprengsätze                             | 2 Polizeigebäude, Carlton Club, Residenz von Sir Watkin Williams-Wynn, Nelsonsäule       | 0      | 10        |                                                            |
| 13. Dezember 1884  | Vereinigtes Königreich | Anschlag in London                                | IRB                                 | irisch-republikanisch, nationalistisch | Sprengsatz                              | London Bridge                                                                            | 0 (+3) | 0         | Bombe explodiert zu früh                                   |
| 02. Januar 1885    | Vereinigtes Königreich | Anschlag in London                                |                                     |                                        | Sprengsatz                              | Gower Street Station                                                                     |        |           |                                                            |
| 20. Januar 1885    | Vereinigtes Königreich | Anschlag in London                                |                                     |                                        | Sprengsatz                              | U-Bahn-Zug in der Gower Street Station                                                   |        |           |                                                            |
| 24. Januar 1885    | Vereinigtes Königreich | Anschläge in London                               |                                     |                                        | Sprengsätze                             | Stadtzentrum                                                                             | 0      | 6         |                                                            |
| 04. Mai 1886       | USA                    | Haymarket Riot                                    | vermutlich Anarchisten              | anarchistisch                          | Bombe                                   | Demonstranten, Polizisten                                                                | 7      | 160+      |                                                            |
| 09. Dezember 1893  | Frankreich             | Anschlag auf die Französische Nationalversammlung | Auguste Vaillant                    | anarchistisch                          | Sprengstoff                             | Abgeordnete                                                                              | 0      | 20        |                                                            |
| 26. August 1896    | Osmanisches Reich      | Besetzung der Ottomanischen Bank                  | Armenische Revolutionäre Föderation | autonomistisch-armenisch               | Pistolen, Granaten, Dynamit, Handbomben | Bank                                                                                     | 10+    | 0         |                                                            |

## 1901–1960
| Datum/Beginn       | Betroffenes Land         | Anschlag                                                       | Täter                                         | Politische Ausrichtung          | Mittel                    | Ziel                               | Tote    | Verletzte | Hintergrund       |
| ------------------ | ------------------------ | -------------------------------------------------------------- | --------------------------------------------- | ------------------------------- | ------------------------- | ---------------------------------- | ------- | --------- | ----------------- |
| 11. Juli 1908      | Schweden                 | Anschlag in Malmö                                              | Anton Nilson                                  |                                 | Sprengstoff               | Britische Streikbrecher auf Schiff | 1       | 23        |                   |
| 01. Oktober 1910   | USA                      | Anschlag in Los Angeles                                        | Einsamer Wolf                                 |                                 | Sprengstoff               | Bürogebäude                        | 21      | 105+      |                   |
| 22. Juli 1916      | USA                      | Anschlag in San Francisco                                      | vermutlich Anarchisten                        | anarchistisch                   | Kofferbombe               | Parade                             | 10      | 40        |                   |
| 16. September 1920 | USA                      | Bombenanschlag auf die Wall Street 1920                        | vermutlich Anarchisten                        | anarchistisch                   | Sprengsatz in Pferdewagen | Börse                              | 38      | 300       | Rote Angst        |
| 14. Oktober 1920   | Italien                  | Anschlag in Triest                                             | Italienische Nationalisten                    | nationalistisch                 | 6 Bomben                  | Sozialistische Zeitung             | 1       | 10        |                   |
| 15. Oktober 1920   | Italien                  | Anschlag in Mailand                                            | Anarchisten                                   | anarchistisch                   | 2 Sprengsätze             | Hotel                              | 0       | 2         |                   |
| 31. Mai 1921       | USA                      | Rassenunruhen in Tulsa                                         | Ku-Klux-Klan                                  | rassistisch                     |                           |                                    | 100–300 | 800+      |                   |
| 13. Dezember 1921  | Rumänien                 | Anschlag in Bolhrad                                            | Bessarabische Separatisten                    | autonomistisch-bessarabisch     | Bombe                     | Polizisten, Soldaten               | 100     |           |                   |
| 31. Oktober 1923   | Irischer Freistaat       | Anschlag in Dublin                                             | Rechtsextremisten                             | rechtsextremistisch             | Schusswaffe(n)            | 2 Juden                            | 1       | 1         |                   |
| 16. April 1925     | Bulgarien                | Bombenanschlag auf die Kathedrale Sweta Nedelja                | Kommunisten                                   | kommunistisch                   | Sprengstoff               | Gebäude                            | 150     | 500       |                   |
| 1931               | Königreich Ungarn        | Anschlag in Biatorbágy                                         | Sylvester Matuska                             |                                 | Sprengstoff               | Verkehr                            | 22      | 17        |                   |
| 16. Januar 1939    | Vereinigtes Königreich   | Anschläge in London                                            |                                               |                                 | Sprengsätze               | Kraftwerk, Freileitung             | 0       | 0         |                   |
| 17. Januar 1939    | Vereinigtes Königreich   | Anschläge in London                                            |                                               |                                 | Sprengsatz                | Bankgebäude                        | 0       | 0         |                   |
| 03. März 1940      | Schweden                 | Anschlag in Luleå                                              | Ebbe Hallberg, Uno Svanbom, Gunnar Hedenström |                                 | Brandstiftung             | Gebäude                            | 5       | 5         |                   |
| 1943               | Deutsches Reich          | Bombenanschläge von Berlin                                     | Polnische Heimatarmee                         | Polnischer Widerstand 1939–1945 | Sprengstoff               | Verkehrseinrichtungen              | 68      | 217       | Zweiter Weltkrieg |
| 22. Juli 1946      | Englisches Mandatsgebiet | Anschlag auf das King David Hotel in Jerusalem                 | Irgun Tzwa’i Le’umi                           | zionistisch                     | Sprengstoff               | Hotelgebäude                       | 91      | 46        |                   |
| 22. Februar 1948   | Englisches Mandatsgebiet | Anschlag in Jerusalem                                          | Azmi Djaoumi, Eddie Brown, Peter Madison      |                                 | 3 Autobomben              | Zivilisten                         | 58      | 140       |                   |
| 07. Mai 1949       | Philippinen              | Anschlag auf ein philippinisches Passagierflugzeug nahe Alabat |                                               |                                 | Zeitbombe                 | Flugzeug                           | 13      |           |                   |
| 05. August 1949    | Syrien                   | Angriff auf die Menarscha-Synagoge                             | Muslime                                       | antijüdisch                     | Granaten                  | Synagoge                           | 12      | 30        |                   |
| 15. April 1953     | Argentinien              | Anschlag in Buenos Aires                                       | General Confederation of Labour               |                                 | 2 Sprengsätze             | Platz, U-Bahn-Station              | 6       | 90+       |                   |
| 15. August 1958    | Libanon                  | Anschlag in Beirut                                             |                                               |                                 | Sprengstoff               | Lebensmittelgeschäft               | 3       | 10        |                   |
| 17. März 1954      | Israel                   | Scorpion Pass-Massaker                                         |                                               |                                 | Schusswaffe(n)            | Passagierbus                       | 12      | 2         |                   |
| 05. März 1960      | Kuba                     | Explosion der La Coubre                                        |                                               |                                 |                           | Frachtschiff                       | 75–100  | 200+      |                   |

## 1961–1968
| Datum/Beginn       | Betroffenes Land | Anschlag                                                                                | Täter                                      | Politische Ausrichtung        | Mittel             | Ziel                                             | Tote | Verletzte | Hintergrund |
| ------------------ | ---------------- | --------------------------------------------------------------------------------------- | ------------------------------------------ | ----------------------------- | ------------------ | ------------------------------------------------ | ---- | --------- | ----------- |
| 31. Januar 1961    | Italien          | Sprengstoffanschlag auf das Reiterstandbild Mussolinis                                  | Befreiungsausschuss Südtirol               | autonomistisch-südtirolerisch | Sprengstoff        | Aluminium-Duce                                   | 0    | 0         |             |
| 01. Februar 1961   | Italien          | Sprengstoffanschlag auf das Haus von Ettore Tolomei                                     | Befreiungsausschuss Südtirol               | autonomistisch-südtirolerisch | Sprengstoff        | ehemaliges Wohnhaus von Ettore Tolomei           | 0    | 0         |             |
| 11. Juni 1961      | Italien          | Feuernacht 11./12. Juni 1961                                                            | Befreiungsausschuss Südtirol               | autonomistisch-südtirolerisch | Sprengstoff        | Infrastruktur                                    | 1    |           |             |
| 12. Juli 1961      | Italien          | Kleine Feuernacht 12./13. Juli 1961                                                     | Befreiungsausschuss Südtirol               | autonomistisch-südtirolerisch | Sprengstoff        | Strommasten                                      | 0    | 0         |             |
| 18. Juni 1961      | Frankreich       | Anschlag auf den Schnellzug Straßburg–Paris                                             | vermutlich Organisation de l’armée secrète |                               | Sprengstoff        | Infrastruktur                                    | 28   | 170       |             |
| 15. September 1963 | USA              | Anschlag auf die 16th Street Baptist Church                                             | Ku-Klux-Klan                               | rassistisch                   | Sprengstoff        | Überwiegend von Afro-Amerikanern besuchte Kirche | 4    | 22        |             |
| 27. August 1964    | Italien          | Anschlag auf Carabinieri bei Perca im Pustertal                                         | Befreiungsausschuss Südtirol               | autonomistisch-südtirolerisch | Sprengstoff        | Carabinieri                                      | 0    | 4         |             |
| 02. September 1964 | Italien          | Anschläge auf Zollwache auf dem Timmelsjoch und Polizeistation am Jaufenpass            | Befreiungsausschuss Südtirol               | autonomistisch-südtirolerisch | Schusswaffe        | Zollwache und Polizeistation                     | 0    | 0         |             |
| 03. September 1964 | Italien          | Mordanschlag auf Carabinieri bei der Kaserne in Mühlwald                                | Befreiungsausschuss Südtirol               | autonomistisch-südtirolerisch | Schusswaffe        | Carabinieri                                      | 1    | 0         |             |
| 09. September 1964 | Italien          | Anschlag auf Carabinieri bei Antholz                                                    | Befreiungsausschuss Südtirol               | autonomistisch-südtirolerisch | Sprengstoff (Mine) | Carabinieri                                      | 0    | 5         |             |
| 10. September 1964 | Italien          | Anschlag auf Carabinieri im Ahrntal                                                     | Befreiungsausschuss Südtirol               | autonomistisch-südtirolerisch | Schusswaffe        | Carabinieri                                      | 4    | 0         |             |
| 26. Juni 1965      | Südvietnam       | Anschlag in Ho-Chi-Minh-Stadt                                                           |                                            |                               | 2 Sprengsätze      | Schwimmendes Restaurant, Tabakstand              | 42   | 80        |             |
| 25. Juli 1966      | Italien          | Anschlag auf die Zöllner Salvatore Gabitta und Giuseppe D’Ignoti                        | Befreiungsausschuss Südtirol               | autonomistisch-südtirolerisch | Schusswaffe        | Zöllner                                          | 2    | 0         |             |
| 25. Juni 1967      | Italien          | Anschlag auf Strommast und darauf eintretende Sicherheitskräfte in den Karnischen Alpen | Befreiungsausschuss Südtirol               | autonomistisch-südtirolerisch | Sprengstoff        | Strommast und italienische Sicherheitskräfte     | 4    | 1         |             |
| 12. November 1967  | Griechenland     | Cyprus-Airways-Flug 284                                                                 |                                            |                               | Sprengstoff        | Verkehr                                          | 66   |           |             |
| 30. September 1967 | Italien          | Anschlag auf Zug bei der Brennerbahn                                                    | Befreiungsausschuss Südtirol               | autonomistisch-südtirolerisch | Sprengstoff        | Der Zug Innsbruck–Trient und dessen Passagiere   | 2    | 1         |             |
| 02. April 1968     | BR Deutschland   | Anschlag in Frankfurt                                                                   | Baader, Ensslin, Proll, Söhnlein           | antiimperialistisch           | Brandstiftung      | Einkaufszentrum                                  | 0    | 0         |             |
| 04. September 1968 | Israel           | Anschlag in Tel Aviv-Jaffa                                                              |                                            |                               | 3 Sprengsätze      |                                                  | 1    | 51        |             |